# Delovaja Stolitsa
Delovaja Stolitsa (ryska: Деловая столица) är en av Ukrainas största dagstidningar. Den ges ut en gång i veckan och språket är ryska. Tidningen tar upp nyheter och reportage om Ukrainas politik, ekonomi, banker, företag, fastighetsmarknad. Delovaja Stolitsa är medlem av UAPP.